# Manuel Pellegrini
Manuel Luis Pellegrini Ripamonti, ismertebb nevén Manuel Pellegrini (Santiago, 1953. szeptember 16. –) chilei labdarúgó, edző.

## Pályafutása
Chilei olasz bevándorló család fiaként született. Játékos-pályafutása egészét az Universidad de Chile csapatában töltötte. 451 mérkőzésen lépett pályára és 7 gólt szerzett. Rendszerint középhátvédként játszott. 1-szeres chilei válogatott, 1986-ban a Brazil válogatott elleni 1-1-re végződött mérkőzésen lépett pályára a nemzeti csapatban. 

## Edzői pályafutása
Első csapata a Universidad de Chile volt, ahol nem sikerült megszereznie a bajnoki aranyat csapatával. 1994 és 1996 között az Universidad Católica csapatát edzette. Itt a kiváló játékosok (Alberto Acosta, Nestor Gorosito) ellenére is csak két ezüstérmet sikerült elérnie. 1999-ben az ecuadori LDU Quito gárdájához szerződött, és bajnoki címig vezette az együttest. 2001-ben nagy sikereket ért el az argentin San Lorenzo alakulatával: bajnokságot és Mercosur Kupát nyert a csapattal. 2002-2003 között az argentin River Plate edzője volt és bajnokságot nyert velük.
2004. július 1-jétől 2009-ig a chilei edző a Villarreal CF csapatát irányította. Legjobb eredménye egy BL-elődöntő (2005-06-os szezon) és egy bajnoki második hely volt (2007-08-as szezon).
Első szezonjában a harmadik helyen végzett a csapat, így részt vehetett a Bajnokok Ligájában, ahol fennállása legnagyobb eredményét elérve az elődöntőig menetelt, az Arsenal állta útját a csapatnak. A következő két szezonban a csapat az 5. illetve a 2. helyet szerezte meg. 2009 nyarán Manuel Pellegrini lett az előző szezonban semmit sem nyerő Real Madrid vezetőedzője, Juande Ramost váltotta a kispadon. A chilei szakember 2 évre írt alá, 4 millió euróért szerződtették a Villarrealtól.
Azt már a szezon előtt sejteni lehetett, hogy a Real Madrid nyáron kinevezett edzőjének, Manuel Pellegrininek nem volt könnyű dolga, hiszen a csapattal szemben hatalmas volt a várakozás. A chilei szakember kapott is hideget–meleget, annak ellenére, hogy a szezon ezen szakaszában a Realnak még sohasem volt ilyen sok pontja, ráadásul öttel több gólt szerzett az éllovas Barcelonánál. A madridi sajtó egy részének azonban ez sem volt elég. A csapattal végül a második helyen végzett a bajnokságban, 3 ponttal lemaradva a Barcelonától. 2010. május 26-án menesztették.
2010. november 5-én, Jesualdo Ferreira menesztése után, őt nevezték ki a Málaga CF csapatának vezetőedzőjévé. Pellegrini hároméves szerződést írt alá a csapattal. Első teljes szezonjában a 4. helyig vezette a csapatot, ami Bajnokok Ligája szereplést ért. Itt a negyeddöntőig jutottak, ahol a Borussia Dortmund ejtette ki őket 3-2-es összesítéssel. A 2012-2013-as szezonban a 6. helyen végzett a csapat.2013. május 22-én bejelentette lemondását, majd június 14-én hároméves szerződést írt alá az angol Manchester City csapatával. 2014. március 2-án megnyerte az Angol Ligakupát a Sunderland ellen, majd a szezon végén bajnok lett a csapattal. 2016-ban hagyta el a Manchester Cityt, 167 meccsből 100 győzelmet elérve. ezután Kínába, a Hebei csapatához szerződött. 2018. május 22-én a West Ham edzője lett. 2020-tól a Betis csapatát irányítja. 

## Sikerei, díjai

### Edzőként
Universidad Católica
- Copa Interamericana (1): 1994
- Copa Chile (1): 1995

LDU Quito
- Serie A (1): 1998–99

San Lorenzo
- Primera División (1): 2000–01
- Copa Mercosur (1): 2001

River Plate
- Primera División (1): 2002–03

Villarreal
- Intertotó-kupa (1): 2004

Manchester City
- Angol ligakupa (2): 2014, 2016
- Angol labdarúgó-bajnokság (1): 2014

### Egyéni
- Victor Munoz-díj, az év edzője: 2008

## Edzői statisztika
2022. április 23-án lett frissítve.
| Csapat               | Nemzet        | –tól                | –ig                | Mérleg     | Mérleg | Mérleg | Mérleg | Mérleg |
| M                    | GY            | D                   | V                  | Győzelem % |        |        |        |        |
| -------------------- | ------------- | ------------------- | ------------------ | ---------- | ------ | ------ | ------ | ------ |
| Universidad de Chile | Chile         | 1988. január 1.     | 1989. január 31.   | 30         | 7      | 12     | 11     | 58.33  |
| Palestino            | Chile         | 1990. január 1.     | 1991. december 31. | 90         | 31     | 31     | 28     | 34.44  |
| O'Higgins            | Chile         | 1992. január 1.     | 1993. december 31  | 74         | 30     | 21     | 23     | 40.54  |
| Universidad Católica | Chile         | 1994. január 1.     | 1996. június 30.   | 124        | 72     | 29     | 23     | 58.06  |
| Palestino            | Chile         | 1998. január 1.     | 1998. december 31. | 21         | 4      | 7      | 10     | 525    |
| LDU Quito            | Ecuador       | 1999. január 1.     | 2000. december 30. | 76         | 35     | 16     | 25     | 46.05  |
| San Lorenzo          | Argentin      | 2001. február 15.   | 2002. június 30.   | 78         | 38     | 20     | 20     | 48.72  |
| River Plate          | Argentin      | 2002. július 1.     | 2003. december 31. | 77         | 42     | 14     | 21     | 54.55  |
| Villarreal           | Spanyolország | 2004. július 1.     | 2009. június 1.    | 259        | 123    | 72     | 64     | 47.49  |
| Real Madrid          | Spanyolország | 2009. június 1.     | 2010. május 26.    | 48         | 36     | 5      | 7      | 75     |
| Málaga               | Spanyolország | 2010. november 5.   | 2013. június 14.   | 129        | 53     | 30     | 46     | 41.09  |
| Manchester City      | Angol         | 2013. június 14.    | 2016. június 30.   | 167        | 100    | 28     | 39     | 59.88  |
| Hopej China Fortune  | Kínai         | 2016. augusztus 27. | 2018. május 19.    | 52         | 21     | 12     | 19     | 40.38  |
| West Ham United      | Angol         | 2018. május 22.     | 2019. december 28. | 64         | 24     | 11     | 29     | 37.5   |
| Real Betis           | Spanyol       | 2020. július 9.     | jelenlegi          | 94         | 48     | 22     | 24     | 51.06  |
| Összesen             | Összesen      | Összesen            | 1383               | 665        | 330    | 388    |        | 48.08  |

## Külső hivatkozások
- Edzői pályafutásának statisztikája